# Journal Article Tag Suite
Journal Article Tag Suite (JATS（ジャッツ）)は、科学分野におけるXMLアプリケーションの一つで、アメリカ国立医学図書館(National Library of Medicine: NLM)が開発しPMC (アーカイブ)によって普及したXML (Extensible Markup Language) 規格、NLM DTDを継承したものである。NISO Z39.96 2012-08-22 (NISO JATS 1.0) による公式規格となっている。NLM DTDは科学分野でのオープンアクセス雑誌の集積や流通の際のデファクトスタンダードとなっていた。
NISOによる規格化にともない、NLMではじまった規格はより広い影響力を持つようになり、他のレポジトリ（たとえばScIELOなど）も採用するようになった。日本では、科学技術振興機構の電子ジャーナル・プラットフォームJ-STAGEがJATS 1.1 を採用している。

## 概要
JATSは学術雑誌論文のテキストと画像コンテンツを記述するためのXML要素要素と属性の集合体である。また論文以外のコンテンツ、たとえば、レター、論説、書評や製品レビューなども記述する。JATSは記事全体の内容記述をするが、記事のメタデータのみであってもよい。

### 技術的範囲
設計上、JATSは科学技術医学分野の学術雑誌で見られるような典型的な雑誌論文をモデルとしている。ここには3つのタグセットがある。
- 記事保存交換用タグセット (Journal Archciving and Interchange Tag Set): もっとも緩やかなタグセット
- 記事出版用タグセット (Journal Publishing Tag Set):やや厳格なタグセット
- 記事執筆用タグセット (Article Authoring Tag Set):記事非常に厳格なタグセット

### 構造の概略
JATSは文書を雑誌におけるトップレベルの構成単位と考える。文書とは、論文、論説、書評や製品レビューなどである。それぞれの文書はひとつ、もしくはそれ以上の部分によって構成される。2つ以上の部分に分かれる場合は以下のような順序で記載されねばならない。
- 前付け (Front matter: 必須) 記事の前付けは記事のメタデータ(あるいはヘッダー情報と呼ばれる)を含む。たとえば、記事の表題、その記事の掲載された雑誌名と発行日や号、著作権に関する記述などである。これには記事レベルメタデータ(要素では<article-meta>)と雑誌レベルメタデータ(要素では<journal-meta>)の両方がある。

- 記事本文 (Body of the article: 省略可能) 記事の本文とは記事の主たるテキストと画像コンテンツのことである。これは通常、段落とセクションからなる。そしてそれぞれが図、表、囲み記事などを含む。記事本文は、記事のヘッダー情報のみを保持し、テキストにはタグ付けしないようなレポジトリなどでは必要ない。

- 後付け (Back matter for the article : 省略可能) 後付は、存在する場合は、主たるテキストに対して補助的な情報、たとえば用語集、補遺、参考文献リストを含む。

- フローティング内容 (Floating Material: 省略可能) 発行者は、記事とその後付中のフローティング内容 (例えば、表や図や囲み記事など）を、主たる叙述とは分けて記述することを選択できる。これは、後処理を容易にするためである。

記事本文、後付け、フローティング内容に引き続いて、ひとつまたはそれ以上の記事へのレスポンス、もしくはひとつまたはそれ以上の従属的な記事が記述される場合がある。

## このスイートから開発されたタグセット
XMLスキーマがそれぞれのタイプのJATS(アーカイブ、発行、編集)を定義づけ、そして、XHTML表モジュールやMathMLのような他の基準を使用する。

## 実例
```
<?xml version="1.0" encoding="UTF-8"?>

<!DOCTYPE article

  PUBLIC "-//NLM//DTD JATS (Z39.96) Journal Publishing DTD v1.0 20120330//EN"

         "JATS-journalpublishing1.dtd">

<article
 
dtd-version=
"1.0"
 
article-type=
"article"
 
specific-use=
"migrated"

 
xmlns:mml=
"http://www.w3.org/1998/Math/MathML"
 
xmlns:xlink=
"http://www.w3.org/1999/xlink"
>

  
<front>
...
</front>

  
<body>
...
</body>

  
<back>
...
</back>

</article>

```

## ツール
JATSを作成したり、編集したり、変換したり、変形させたりするツールが、単純な物から、完全な自動変換をなしとげるような物まで多数存在する。

### JATSへの変換ツール
科学記事を、多少の人手を借りてJATSに変換する。
- OpenOfficeやMS-WORD文書からJATSへ
- OxGarage:　様々な形式の文書をNLM DTD3.0形式に変換
- meTypeset:　OxGarageから派生したもので、MS-WORDのdocxを　NLM/JATS-XMLに変換する。
- eXtyles: 手間のかかるMS-WORDでの編集を自動化し、JATS XMLをはき出す。JATS以外のDTDにも対応している。

### 組版されたテキストからJATSへ
PDF to JATSへ: これは非常に難しい。成功するにはPDFがいかに充分に構造化されているかにかかっている。バッチ変換処理にあたってはPDFが首尾一貫して構造化されていなければならない。
- Shabash Merops: The Public Knowledge ProjectはPDF を JATSに変換するパイプライン処理を開発している.pdfxの使用も含んでいる。

### JATSを変換するツール
JATSを読み込んで、他の形式の文書にするツール。
- JATSからHTMLへ
  - JATS Preview Stylesheets (正規化されたXSLT による変換)
  - eLife Lens 　HTMLとJavascriptを使って表示するため、NML XMLをJSONに変換する。

- JATSからPDFへ: JATS Preview Stylesheetsで可能　 XSLT + XSL-FO で変換する
- JATSからEPUBへ: 
  - biglist.com/mulberrytech msg
  - ncbi.nlm.nih.gov/books article

### JATSを編集するツール
- JATSコードを編集

JATS Framework for oXygen XML Editor: oXygen XML Editor と oXygen XML Author の利用者は、現バージョンのNISO JATS (およびNLM BITS) へのサポートをインストールできる。DOCTYPE宣言で与えられた識別名にもとづき、oXygenは編集中のJATS文書を検査し、stylesheets と utilitiesを提供する。
- Annotum:　JATS(Kipling Subset)のWYSIWYG編集と、査読、編集管理、発行までをも含むWordPressのテーマである。JATS-Con 2011での発表を参照。

### プレビューツール
JATSをオンザフライで HTMLにレンダリングするには、JATS Preview Stylesheets (code on GitHub)がある。これは一連の.xsl, .xpl, .css, .sch といったファイルで、そこから 有効なNISO Z39.96-2012 JATS 1.0 ファイルから.html または .pdf を作成する。

### 標準のカスタマイズ
DtdAnalyzerの一部であるjatsdocにはJATSのカスタマイズのための文書がある。

## 関連する学会等
- JATS-Con: JATSの普及と利用方法の研究のため、NLMが中心となって毎年開催している国際会議。
- JATS-Con Asia: アジアにおけるJATSの普及と利用方法の研究のための国際会議。
- 学術情報XML推進協議会: 学術情報におけるXML、特にJATSの普及のために活動している協会。